# Gisigo
Gisigo är ett periodiskt vattendrag i Burundi.   Det ligger i provinsen Bujumbura Rural, i den västra delen av landet, 11 kilometer söder om huvudstaden Bujumbura.
Omgivningarna runt Gisigo är en mosaik av jordbruksmark och naturlig växtlighet. Runt Gisigo är det tätbefolkat, med 397 invånare per kvadratkilometer.